# Дрохва чорночерева
Дрохва чорночерева (Lissotis melanogaster) — вид птахів родини дрохвових (Otididae).

## Поширення
Вид поширений в Субсахарській Африці. Мешкає у лісистих саванах, високорослих луках, пасовищах. У багатьох районах трапляється лише в сезон дощів.

## Зовнішній вигляд
Самець сягає 60 см завдовжки і важить від 1,8-2,7 кг. Самиця легша, важить приблизно 1,4 кг. У самці верхні частини тіла світло-коричневі з чорними цятками. Хвіст коричневий з чотирма вузькими темними смужками. Лице сірувато-біле з бежевим відтінком на верхвці та щоках. Підборіддя покрите дрібними чорними цятками, які приєднуються до тонкої чорної лінії, яка проходить від задньої частини ока до потилиці. Довга чорна лінія, окаймлена білим кольором, проходить попереду шиї і зливається з чорними нижніми частинами. Ноги і дзьоб жовті. У самиці голова і шия світло-бежевого кольору, без помітних особливостей. Черево біле.

## Спосіб життя
Трапляється поодинці або парами. Живиться комахами, членистоногими, дрібними хребетними, насінням, квітами, листям. Сезон гніздування значно відрізняється між регіонами: у південному Сахелі він проходить з червня по вересень, в Нігерії з грудня по січень, в Ефіопії в квітні та вересні, в Східній Африці може відбуватися в різний час року, з лютого по червень і у вересні, в центральній та південній Африці гнізда трапляються з жовтня по березень, тому сезон розмноження не обов'язково збігається з сезоном дощів. Гніздо облаштовує на землі під кущем або купиною трави. У кладці 1-2 яйця.

## Живлення
Живиться в основному рослинами і безхребетними.